# Kusszara
Kusszara (Kuššara, 𒌷𒆪𒍑𒊭𒊏𒀸 URUku-uš-ša-ra(-aš)) ókori anatóliai város, egy fejedelemség központja, a hettita királyi dinasztia (hagyomány szerinti) származási helye.

## Óasszír kor
Az óasszír korban Kusszara egy önkormányzattal nem rendelkező kereskedelmi lerakatnak, wabartumnak adott otthont, amely Kárum Kanis Ib rétegével egy időben (i. e. 19. század vége – 18. század eleje) élte fénykorát.
Feltehetőleg erre az időre tehető a hettita történeti hagyományban kitüntetett szerepet élvező fejedelmek: Pithanasz és fia, Anittasz uralkodása. A szövegek tanúsága szerint Pithanasz mint fejedelem (rubā’um) (szó szerint nagyherceg) gyakorolta a hatalmat, míg fia (mint trónörökös) a rabi simmiltim („lépcsőnagy”) tisztséget viselte. Hasonlóképpen Anittasz (nagy)fejedelemsége (rubā’um rabium) alatt fia (?), Peruvasz (Perva-Kammalijasz) viselte a rabi simmiltim tisztséget, miközben Anittasz felvette a rubā’um GAL, azaz „nagy nagyherceg” (nagyfejedelem, később nagykirály) címet.
A hettita fővárosból, Hattuszaszból (ma Boğazkale) előkerült egy szöveg, az Anittasz proklamációja (CTH#1), amely Pithanasz és Anittasz cselekedeteit beszéli el: leginkább a rivális fejedelemségek (így Nesza, Calpa, Hattuszasz, Szalativara és Puruszhanda) legyőzését. Anittasz székhelyét áthelyezte Neszába – az ásatások Kültepe területén valóban napvilágra hoztak egy tőrt (vagy inkább lándzsahegyet), amely az ő nevét viselő feliratot tartalmaz: É.GAL A-ni-ta ru-bā-im, azaz „Anittasz király palotája” (szó szerint: Anittasz nagyherceg nagy háza). A kusszarai dinasztia etnikai hovatartozása (hatti? hettita? hurri?, esetleg asszír?) nem tisztázott.

## Kusszara a későbbi hagyományban
A legelső hettita királyok egyike, I. Hattuszilisz több feliratában, illetve az uzurpátor III. Hattuszilisz legtöbb szövegében (utóbbi főként legitimációs céllal) „kussarai ember”-nek (LU2 URUKu-uš-ša-ra) vagy „Kusszara fiának” (DUMU URUKu-uš-ša-ra) nevezik magukat. III. Hattuszilisz, visszatekintve a nagy elődre, Kusszara királyának (LUGAL URUKu-uš-šar) is nevezi I. Hattusziliszt. Ennek alapján feltételezhető (de nem bizonyítható), hogy I. Hattuszilisz uralkodásának elején még Kusszarában volt a királyi székhely, amit később (Anittasz átkát figyelmen kívül hagyva) áthelyezett Hattuszaszba. Megfontolandó, hogy I. Hattuszilisz szövegei csaknem kivétel nélkül III. Hattuszilisz-korabeli másolatokban maradtak fenn, ezért nem kizárható a késői (tendenciózus) torzítás.
I. Hattuszilisz „végrendeletének” (CTH#6) egy helyén (KUB 1.16, kolofón) azt az információt kapjuk, hogy a király Kusszarában betegedett meg. Ez a szöveghely a város utolsó „intakt” említése – ezt követően egyetlen hettita szöveg sem beszél Kusszaráról mint létező, működő városról.

## Kusszara lokalizálása
A rendelkezésre álló adatok nem elegendőek Kusszara pontos lokalizálására. Mindazonáltal valószínűsíthető, hogy Hattuszasztól nem túlságosan messze, a hettiták által „Felső Országnak”, mātum elītumnak nevezett Hattum területén feküdt. A korábban felmerült Kusszara = Alişar azonosítás nem bizonyítható.
Egy másik elképzelés szerint Acem Höyük (ma Yeşilova) hatalmas telljével azonos, bár ezt a településen talált írásos dokumentumok már megcáfolták, és az Puruszhandával azonosítható.